# Park Ji-sung
Park Ji-Sung (nascut a Seül, Corea del Sud, el 25 de febrer del 1981), és un exfutbolista professional sud-coreà. Va desenvolupar la major part de la seva carrera jugant com a mig-ofensiu o extrem al Manchester United FC de la Premier League anglesa. Park també va jugar per la selecció de Corea del Sud des del 2000 fins al 2011.